# Сульфенілювання
Сульфенілювання (рос. сульфенилирование, англ. sulfenylation) — введення сульфенільної групи (алкіл- або арилтіогрупи) в органічні сполуки заміщенням у ній атома Н. Здійснюють у присутності сильних основ у розчинниках, таких як етери.
RCH2–C(=O)R + RSSR — а→RCH(SR)C(=O)R a: B–, ТГФ